# Sandra Auffarth
Sandra Auffarth (* 27. Dezember 1986 in Delmenhorst) ist eine deutsche Reiterin, die ihre größten Erfolge in der Vielseitigkeit errang.

## Werdegang

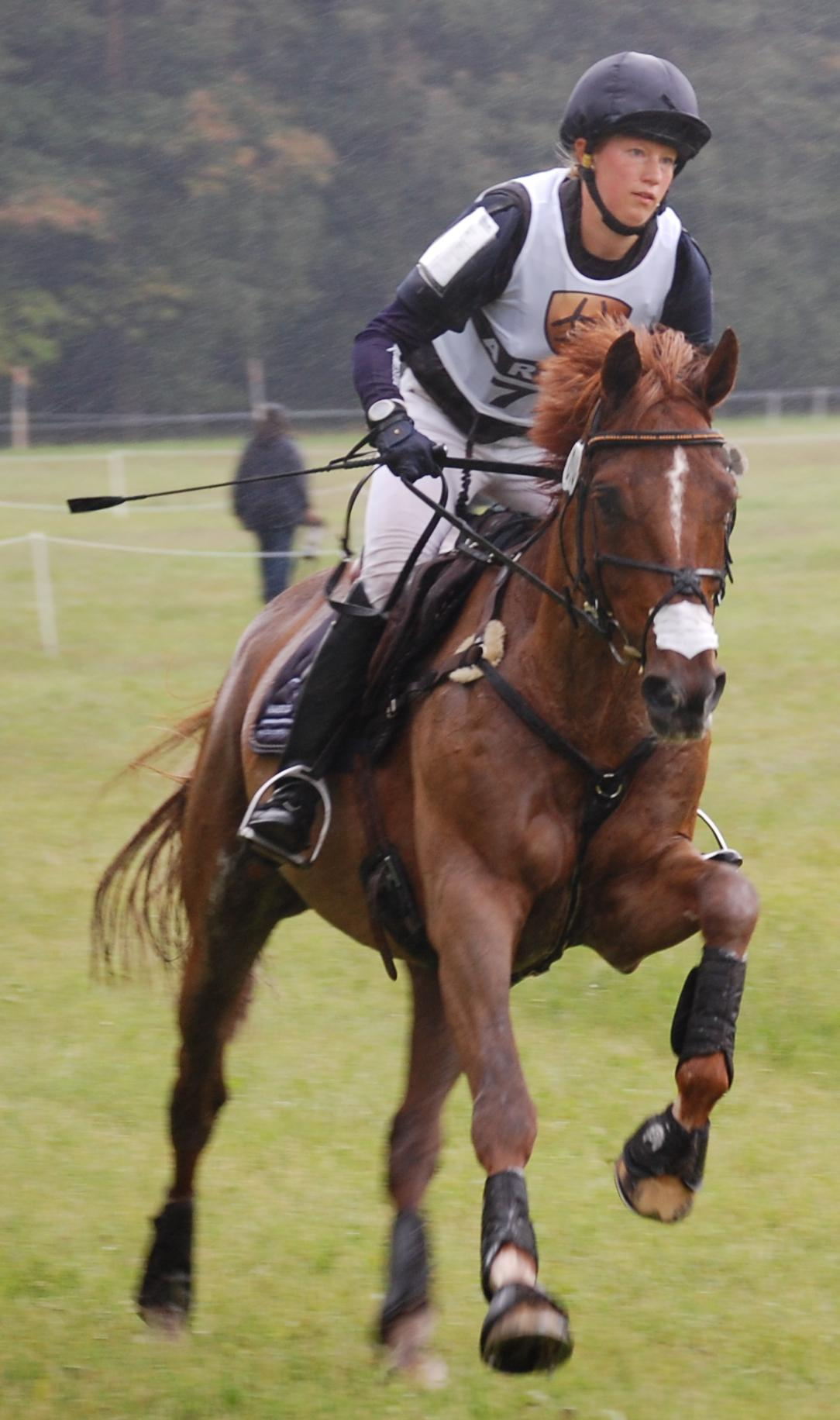
Zweitplatziert bei ihrem ersten CCI 4*: Sandra Auffarth mit Opgun Louvo, Luhmühlen 2011

Sandra Auffarth wuchs umgeben von Pferden auf, ihre Eltern betreiben einen Ausbildungs- und Handelsstall in Bergedorf bei Ganderkesee. Sie wollte sich eigentlich auf das Springreiten spezialisieren, auf Drängen ihrer Mutter ritt sie jedoch auch Dressur. Es folgten bereits als Ponyreiterin erste nationale Erfolge in der Vielseitigkeit, im Jahr 2000 wurde sie Sechste bei der deutschen Meisterschaft der Pony-Vielseitigkeitsreiter. Auch nach dem Umstieg auf Großpferde blieb sie erfolgreich, wurde 2004 als Juniorin deutsche Vizemeisterin und ein Jahr später als Junge Reiterin deutsche Meisterin ihrer Altersklasse.
Nach Abschluss ihres Abiturs zog sie 2006 nach Warendorf. Hier war sie Teil der Perspektivgruppe des DOKR und machte eine Ausbildung zur Pferdewirtin, die sie als Jahrgangsbeste abschloss. Es folgte anschließend eine Ausbildung zur Sport- und Fitnesskauffrau bei der Deutschen Reiterlichen Vereinigung.
Im Jahr 2007 übernahm Sandra Auffarth von der belgischen Vielseitigkeitsreiterin Myriam Meylemans den fünfjährigen Wallach Opgun Louvo. Diesen bildete sie weiter aus und erreichte mit ihm unter anderem den dritten Platz der Weltmeisterschaft der siebenjährigen Vielseitigkeitspferde 2009. Im Jahr 2010 folgten erste Starts auf CIC 3*-Niveau.
Im Jahr 2011 zog Sandra Auffarth zurück auf den elterlichen Hof, wo sie als Pferdewirtin tätig ist. Im Sommer des Jahres bestritt Auffarth ihren ersten CCI 4* ihrer Karriere, den CCI Luhmühlen, überraschend wurde sie mit Opgun Louvo Zweite.
Daraufhin wurde Auffarth für das erste Championat in der Altersklasse der „Reiter“, die Europameisterschaften im Vielseitigkeitsreiten 2011 nominiert. Bei diesem ebenfalls in Luhmühlen ausgetragenen Championat konnten Sandra Auffarth und Opgun Louvo erneut überzeugen, wurden Zweite in der Einzelwertung und gewannen die Goldmedaille mit der deutschen Equipe.
Anfang des Jahres 2012 kam es zu einem Schockmoment für Auffarth: Bei einer Vorbereitungsprüfung früh in der Saison wurde im Rahmen einer Medikationskontrolle im Blut eines ihrer Nachwuchspferde Koffein gefunden, das als unerlaubte Medikation zählt. Auffarth konnte jedoch beweisen, dass kontaminiertes Futter der Grund für den positiven Befund war, so dass das Verfahren gegen sie eingestellt wurde. Im Übrigen verlief das Jahr für Auffarth erfolgreich. Dementsprechend wurde Auffarth mit Opgun Louvo für ihre ersten Olympischen Spiele nominiert, wo sie zur siegreichen deutschen Mannschaft gehörte und zudem Bronze im Einzel gewann.
Die von ihr gerittene Stute Corona gewann im September 2012 das Bundeschampionat der 5-jährigen Vielseitigkeitspferde. Im November 2012 wurde ihr zusammen mit 163 weiteren Sportler das Silberne Lorbeerblatt verliehen.
Ihren größten Einzelerfolg feierte Sandra Auffarth bei den Weltreiterspielen im August 2014, als sie zusammen mit ihrem französischen Wallach Opgun Louvo die Einzel-Goldmedaille gewann. Zudem wurde sie als Teil der deutschen Equipe auch Mannschaftsweltmeisterin. Im Jahr 2015 gewann sie bei den Europameisterschaften bei Blair Castle hinter Michael Jung die Silbermedaille und holte mit der Mannschaft den Titel. Bei der Luhmühlener Vielseitigkeit im Juni 2016 sicherte sie sich mit Opgun Louvo den Sieg, der ihr zeitgleich erstmals den deutschen Meistertitel einbrachte.
Aufgrund einer Verletzung am Griffelbein im Februar 2017 verzögerte sich der Saisonauftakt für Opgun Louvo, eine Teilnahme an der Europameisterschaft schloss Auffarth daher aus. Dennoch gewannen Sandra Auffarth und Opgun Louvo im Jahr 2017 eine Medaille, sie wurden Dritte in der Deutschen Meisterschaft. Mit dem Hannoveraner Hengst Gentleman ritt Auffarth 2017 erneut den Bundeschampion der 5-jährigen Vielseitigkeitspferde bei den Bundeschampionaten, ein Jahr später bei den 6-jährigen Vielseitigkeitspferden gewannen beide ebenso.
Sowohl bei den Olympischen Spielen in Tokio als auch bei den Weltmeisterschaften in Italien 2022 startete sie mit Viamant du Matz und gewann mit der Mannschaft den WM-Titel.
Beim Deutschen Spring-Derby, CSI 4* 2022 belegte Auffarth mit La Vista den vierten Platz. Diese Platzierung erreichte das Paar auf ein Jahr später.
Beim CCI 5*-L in Lexington 2023 belegte Auffarth mit Viamant du Matznach fehlerfreien Ritten im Gelände und im abschließenden Springen den vierten Platz, abgerufen am 9. August 2024>/ref> Bei den Europameisterschaften im Vielseitigkeitsreiten 2023 in Le Pin-au-Haras gewann das Paar mit der Mannschaft die Silbermedaille und in der Einzelwertung die Bronzemedaille.
Beim CCI4*S in Luhmühlen 2024 wurde Auffarth mit Viamant du Matz Fünfte und in der Wertung der Deutschen Meisterschaft Dritte.
Im Juli siegte im Springreiten mit Quirici H beim Großen Preis von Falsterbo CSIO 5*.

## Pferde

### Aktuelle
Vielseitigkeitspferde:
- Viamant du Matz (* 2009), Selle Français-Fuchshengst, Vater: Diamant de Semilly, Muttervater: Voltigeur le Malin[18]

Springpferde:
- Quirici H (* 2011), Hannoveraner, Dunkelfuchswallach, Vater: FRH Quaid, Muttervater: Escudo I[19]
- Con Milva RB (* 2017), braune Holsteiner Stute, Vater: Million Dollar, Muttervater: Lasino
- Dream Worker (* 2017), Hannoveraner Rappwallach, Vater: Diacontinus, Muttervater: Contendro I
- C'est a la vie (* 2015), brauner Holsteiner Wallach, Vater: Crunch 3, Muttervater: Cassini I
- Diamaximus (* 2017), Hannoveraner Schimmelwallach, Vater: Diacontinus, Muttervater: Pro Ratio
- Comcador OLD (* 2015), dunkelbrauner Oldenburger Springpferd Wallach, Vater: Comme il faut NRW 5, Muttervater: Duke of Hearts xx

### Ehemalige
- Opgun Louvo (* 2002), Spitzname Wolfgang, zumeist zu Wolle verkürzt; Selle-Français-Fuchswallach, Vater: Shogoun II, Muttervater: J't'Adore; Eigner: Deutsches Olympiade Komitee, Sandra Auffarth und Breido Graf zu Rantzau[20], zuletzt im März 2013 im Sport eingesetzt, 2019 in den Ruhestand verabschiedet[21]
- The Phantom of the Opera (* 2011, ursprünglicher Name Quantensprung), Fuchswallach Kleines Deutsches Reitpferd, Vater: Quo Vados, Muttervater: Peking Opera xx; bis zum Jahr 2020 von Stephanie Böhe geritten, ab 2022 von Calvin Böckmann geritten[22]
- Corona 94 (* 2007), braune Hannoveraner Stute, Vater: Contendro I, Muttervater: Garibaldi II; ab Sommer 2016 von Yingfeng Bao geritten[23]
- Let’s Dance 73 (* 2007), brauner Holsteiner Wallach, Vater: Lancer II, Muttervater: Contender; zuvor von Marina Köhncke und Kari Ingrid Gunzenhäuser geritten[24], seit Oktober 2023 wieder von Marina Köhncke geritten
- Ispo (* 2004), Westfale brauner Wallach, Vater: It's me du Mesnil, Muttervater: Polydor; nach dem Tod von Benjamin Winter bis zum Mai 2016 von Sandra Auffarth geritten[25][26]
- Parancs (* 1998), Ungarischer Fuchswallach, Vater: Goliath, Muttervater: Karakorum xx; wurde ab 2013 von Júlia Varga geritten (HUN)[27]
- Lord Lauries (* 2001), brauner Oldenburger Wallach, Vater: Laralle, Muttervater: Lauries Crusador xx, ab Mitte 2010 von Zara Phillips geritten[28]
- Carlos 205 (* 1997), dunkelbrauner Oldenburger Wallach, Vater: Coriolan, Muttervater: Matcho AA, im 2010 von Jule und Merle Wewer geritten[29]
- Nobel Prince OLD (* 1999), brauner Oldenburger Wallach, Vater: Noble Roi xx, Muttervater: Ramiro's Son I, zuletzt 2010 im internationalen Sport eingesetzt[30]
- Nupafeed's La Vista (* 2009), Hannoveraner Fuchsstute, Vater: Lordanos, Muttervater: For Pleasure[31], 2024 aus dem Sport verabschiedet, danach in der Zucht[32]

## Erfolge

### Vielseitigkeitsreiten
Olympische Sommerspiele:

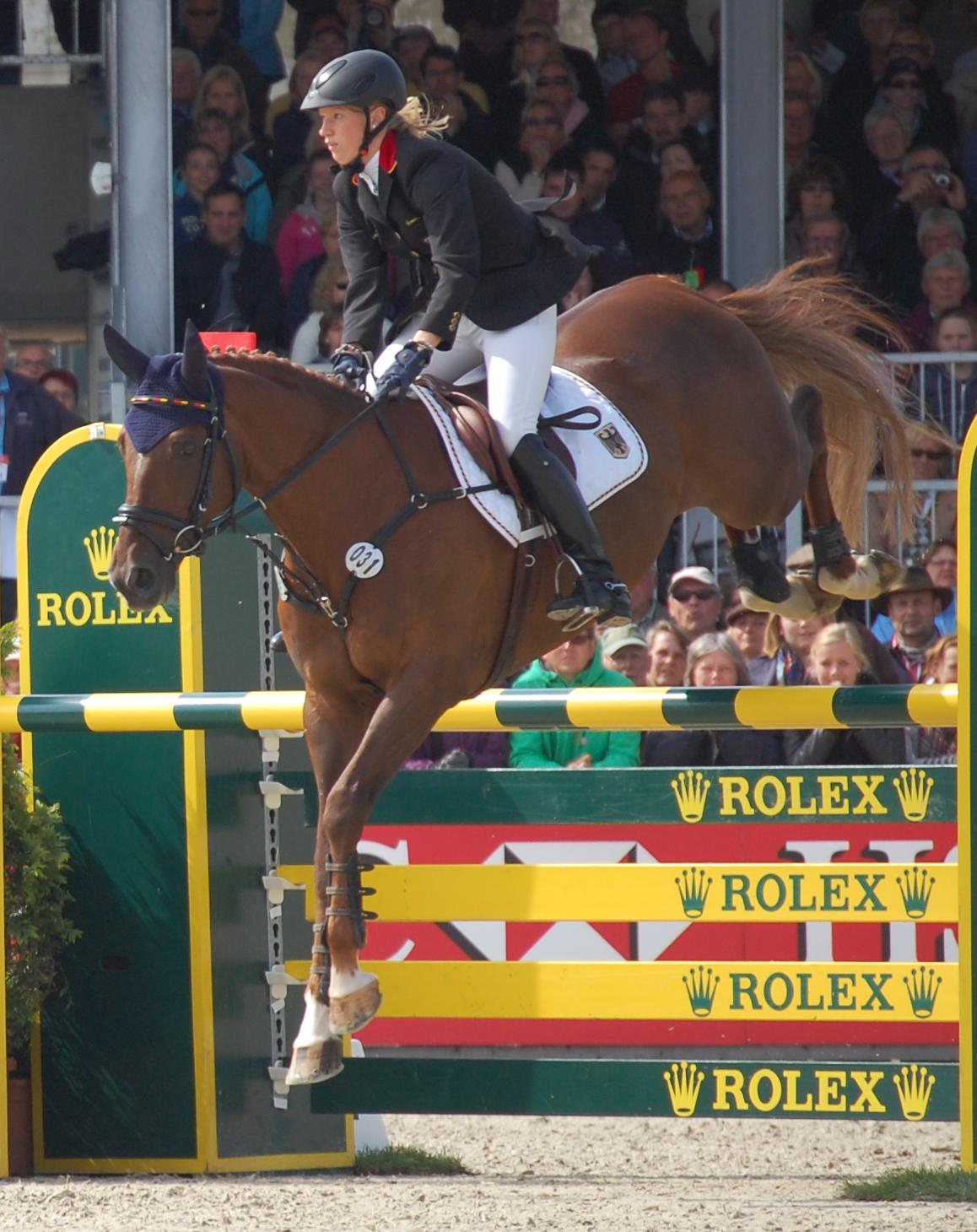
Sandra Auffarth mit Opgun Louvo bei den Europameisterschaften 2011

- 2012, London: mit Opgun Louvo Gold mit der Mannschaft und Bronze in der Einzelwertung
- 2016, Rio de Janeiro: mit Opgun Louvo Silber mit der Mannschaft
- 2020 (2021), Tokio: mit Viamant du Matz 4. Platz mit der Mannschaft und 31. Platz in der Einzelwertung

Weltmeisterschaften (inklusive Weltreiterspiele):
- 2014, Normandie: mit Opgun Louvo 1. Platz in der Einzelwertung und 1. Platz mit der Mannschaft
- 2022, Pratoni del Vivaro: mit Viamant du Matz 23. Platz in der Einzelwertung und 1. Platz mit der Mannschaft

Europameisterschaften:
- 2006, Pardubice (Junge Reiter): mit Carlos 21. Platz in der Einzelwertung und 3. Platz mit der Mannschaft
- 2007, Blair Castle (Junge Reiter): mit Nobel Prince 3. Platz mit der Mannschaft
- 2011, Luhmühlen: mit Opgun Louvo 2. Platz in der Einzelwertung und 1. Platz mit der Mannschaft
- 2015, Blair Castle: mit Opgun Louvo 2. Platz in der Einzelwertung und 1. Platz mit der Mannschaft
- 2019, Luhmühlen: mit Viamant du Matz 11. Platz in der Einzelwertung
- 2023, Le Pin-au-Haras: mit Viamant du Matz 3. Platz in der Einzelwertung und 2. Platz mit der Mannschaft

Deutsche Meisterschaften:
- 2000, Walldorf (Ponyreiter): mit Faryno 6. Platz
- 2004, Bonn-Rodderberg (Junioren): mit Carlos 2. Platz
- 2005, Hohenberg-Krusemark (Junge Reiter): mit Carlos 1. Platz
- 2007, Bonn-Rodderberg (Junge Reiter): mit Carlos 1. Platz
- 2009, Schenefeld: mit Carlos 5. Platz
- 2011, Luhmühlen: mit Parancs 8. Platz
- 2016, Luhmühlen: mit Opgun Louvo 1. Platz
- 2017, Luhmühlen: mit Opgun Louvo 3. Platz
- 2019, Luhmühlen: mit Viamant du Matz 8. Platz
- 2020, Luhmühlen: mit Viamant du Matz 2. Platz
- 2021, Luhmühlen: mit Viamant du Matz 2. Platz
- 2022, Luhmühlen: mit Rosveel 3. Platz
- 2024, Luhmühlen: mit Viamant du Matz 3. Platz

weitere Erfolge (in Auswahl):
- 2006: 1. Platz im CIC 2* Kreuth mit Carlos
- 2007: 1. Platz im CIC 2* Kreuth mit Carlos, 1. Platz im CIC 2* Langenhagen mit Nobel Prince
- 2009: 1. Platz im CIC 2* Velen mit Carlos, 1. Platz im CIC 2* Sahrendorf mit Opgun Louvo, 1. Platz im CIC 2* Helvoirt mit Lord Lauries, 1. Platz im CCI 2* Langenhagen mit Lord Lauries
- 2010: 1. Platz im CIC 2* Kreuth mit Lord Lauries
- 2011: 2. Platz im CIC 3* Marbach mit Opgun Louvo, 2. Platz im CCI 4* Luhmühlen mit Opgun Louvo
- 2012: 2. Platz im CIC 3* Marbach mit Opgun Louvo, 1. Platz im CICO 3*-W Strzegom mit Opgun Louvo, zudem mit der deutschen Mannschaft 1. Platz im Nationenpreis des CICO 3*-W Strzegom mit Parancs und 1. Platz im Nationenpreis des CICO 3* Aachen mit Opgun Louvo
- 2013: 4. Platz beim CCI 4* Badminton mit Opgun Louvo, 2. Platz in der Einzelwertung des CICO 3* Aachen mit Opgun Louvo und 1. Platz im Nationenpreis des CICO 3* Aachen mit Opgun Louvo
- 2014: 2. Platz im CIC 3* Marbach mit Opgun Louvo, 3. Platz in der Einzelwertung des CICO 3* Strzegom mit Opgun Louvo, 1. Platz im Nationenpreis des CICO 3* Strzegom mit Opgun Louvo, 1. Platz in der Einzelwertung des CICO 3* Aachen mit Opgun Louvo und 1. Platz im Nationenpreis des CICO 3* Aachen mit Opgun Louvo
- 2015: 1. Platz im CIC 2* Radolfzell mit Opgun Louvo, 2. Platz im CIC 2* Marbach mit Ispo, 1. Platz im Nationenpreis des CICO 3* Houghton Hall mit Ispo, 2. Platz im Juni-CIC 2* Strzegom mit Thalia L'Amaurial, 1. Platz im CIC 3* Baborówko mit Ispo, 3. Platz in der Einzelwertung und 1. Platz in der Mannschaftswertung des CICO 3* Aachen mit Opgun Louvo, 1. Platz im CIC 1* Bad Segeberg mit Corona, 1. Platz im Oktober-CIC 3* Strzegom mit Ispo, 1. Platz im Oktober-CIC 2* Strzegom mit Thalia L'Amaurial
- 2016: 3. Platz in der Einzelwertung und 1. Platz in der Mannschaftswertung des CICO 3* Fontainebleau mit Opgun Louvo, 2. Platz im CIC 2* Münster mit Corona, 1. Platz im CIC 3* Luhmühlen mit Opgun Louvo
- 2017: 2. Platz in einem CIC 2* in Luhmühlen mit Viamant du Matz, 3. Platz im CCI 2* Renswoude mit Viamant du Matz, 1. Platz in der Mannschaftswertung des CICO 3* Aachen mit Opgun Louvo, 1. Platz in der Mannschaftswertung des CICO 3* Waregem mit Viamant du Matz
- 2018: 2. Platz im CIC 1* Münster (2. Abteilung) mit Gentleman FRH, 1. Platz in einem CCI 2* in Sopot mit Daytona Beach, 1. Platz im CIC 2* Renswoude mit Daytona Beach, 1. Platz im CIC 3* Strzegom (Augustturnier) mit Viamant du Matz
- 2019: 3. Platz im CCI 4*-S Strzegom (Augustturnier) mit Viamant du Matz, 1. Platz im CCI 3*-S Strzegom (Augustturnier) mit Let's Dance, 1. Platz in der Mannschaftswertung des CCIO 4*-S Boekelo mit Let's Dance
- 2020: 1. Platz im CCI 2*-L mit Rosveel, 1. und 2. Platz im CCI 3*-S Luhmühlen (Juniturnier, 1. Abteilung) mit Viamant du Matz und Let's Dance, 2. Platz im CCI 4*-S Arville mit Viamant du Matz
- 2021: 2. Platz im CCI 4*-S Marbach mit Viamant du Matz, 3. Platz im CCI 4*-S Baborówko mit Let's Dance, 2. und 3. Platz im CCI 4*-S Renswoude mit The Phantom of the Opera und Rosveel, 1. Platz im CCI 3*-L Strzegom (Juniturnier) mit Rosveel, 2. Platz im CCI 4*-S Strzegom (Oktoberturnier) mit The Phantom of the Opera, 1. Platz im CCI 4*-L Pratoni del Vivaro mit Viamant du Matz
- 2022: 2. Platz im CCI 3*-S Luhmühlen (Märzturnier, 2. Abteilung) mit Viamant du Matz, 1. Platz im CCI 2*-S Luhmühlen (Aprilturnier, 3. Abteilung) mit Rosveel, 3. Platz im CCI 4*-S Marbach mit Rosveel, 1. Platz im CCIO 4*-S beim CHIO Aachen mit Viamant du Matz sowie 2. Platz Nationenpreis des CCIO 4*-S Aachen
- 2023: 4. Platz im CCI 5*-L Kentucky mit Viamant du Matz

(Stand: 10. August 2024)

### Springreiten
Deutsches Meisterschaften (Damen):
- 2018, Balve: 6. Platz mit Landlord[34]
- 2022, Balve: 7. Platz mit Quirici H[35]

Deutsches Championat der Berufsreiter:
- 2017, Bad Oeynhausen: 4. Platz mit La Vista
- 2018, Bad Oeynhausen: 1. Platz (eigenes Pferd: Landlord)[36]
- 2019, Bad Oeynhausen: 2. Platz (eigenes Pferd: Landlord)

Weitere:
- Deutsches Spring-Derby, CSI 4* Hamburg 2018: 3. Platz mit La Vista
- 3. Platz im Großen Preis der Reiterstadt Verden 2018 (CSI 2*) mit La Vista
- Deutsches Spring-Derby, CSI 4* Hamburg 2019: 3. Platz mit La Vista[37]
- Deutsches Spring-Derby, CSI 4* Hamburg 2022: 4. Platz mit La Vista
- Deutsches Spring-Derby, CSI 4* Hamburg 2023: 4. Platz mit La Vista
- Großer Preis von Falsterbo CSIO 5*, Falsterbo, 1. Platz mit Quirici H

(Stand: 10. August 2024)